# 오스트레일리아의 HIV/AIDS

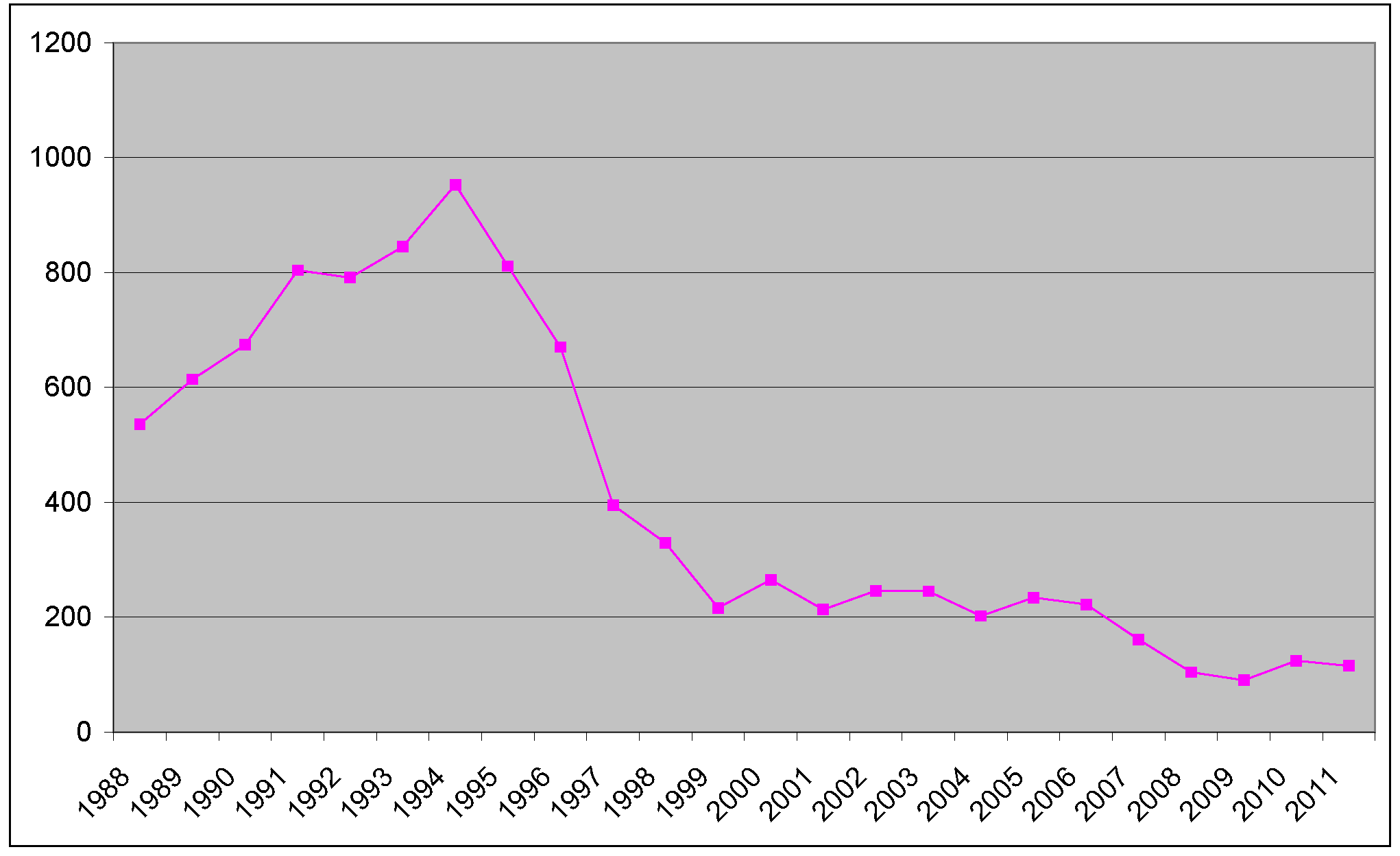
오스트레일리아의 연도별 후천면역결핍증후군 감염자 수

오스트레일리아의 후천면역결핍증후군은 오스트레일리아 정부의 초기 대응 때문에 낮은 유병률을 유지하고 있다. 2019년 말 기준 호주의 HIV 감염인은 28,918명으로 추산되며, 이 중 21,353건의 감염은 남성 간 성 노출, 6,744건은 이성애, 701건은 주사 약물 사용, 177건은 기타 노출이라고 보고되었다. 에이즈는 항레트로바이러스 약물의 성공과 극도로 낮은 후천면역결핍증후군 전염으로 인해 오스트레일리아에서 더 이상 전염병이나 공중 보건 문제로 간주되지 않는다.
오스트레일리아에서 후천면역결핍증후군 감염 첫 사례는 1981년이었고, 후천면역결핍증후군의 추가 사례는 1982년 10월 시드니에서 있었다. 에이즈로 인한 첫 호주인 사망은 1983년 7월 멜버른에서 발생했다. 소셜 네트워크에서 질병의 출현과 대중의 소문과 비방에 의해 행동에 박차를 가한 게이, 레즈비언, 마약 사용자 및 성노동자 커뮤니티와 조직은 에이즈 위원회를 빠르게 만드는 데 도움이 되었다. 에이즈 위원회는 1983년 사우스오스트레일리아, 빅토리아주 및 웨스턴오스트레일리아주에서, 1985년 뉴사우스웨일스, 퀸즐랜드, 태즈매니아, 수도 및 특별구에서 구성되었다.
1985년, 이브 반 그라포스트는 감염된 혈액의 수혈로 인한 후천면역결핍증후군에 걸렸다는 이유로 추방되었고, 가족은 뉴질랜드로 이사했지만 그곳에서 그녀는 11세의 나이에 사망했다.

## 같이 보기
- 인간면역결핍 바이러스와 수유
- HIV와 남성과 성교하는 남성
- 인간면역결핍 바이러스와 임신
- HIV 약물 저항 데이터베이스
- HIV/AIDS 연구
- 남성과 성교하는 남성
- 노출후 예방요법
- 인간면역결핍 바이러스의 아형